# Golub kosir
Golub kosir  (lat Myliobatis aquila) riba je iz reda pravih raža (lat. Rajiformes), porodice morskih golubova (lat. Myliobatidae). Naraste do 183 cm duljine i 14,5 kg težine (ovaj podatak se kosi s nekim drugim izvorima koji navode i do 60 kg). Kod nas ga još zovu i sokol, biskup, ćuk, ororaža, fratar golub, sović, viža,... Ovo je najpoznatija vrsta goluba u Jadranu, a i najzastupljenija. Tijelo mu je slično kao i u goluba ćukana, romboidnog oblika s poroduženom i tupo zaobljenom njuškom i ustima sa 7 redova pločastih zuba. Bočne peraje su mu izdužene i završavaju oštrim rubom. Rep je dugačak, ima oblik biča, a pri korijenu repa nalazi se dobro razvijena bodlja. Ona je izrazito nazubljena, te može uzrokovati ozbiljne ozljede. Na bazi bodlje u uzdužnom žlijebu nalazi se žlijezdano tkivo koje izlučuje otrov, kojim se ova riba brani od napada. Boja tijela mu je sivkasta, ponekad i smećkasta, dok im je trbuh svijetao, gotovo bijel. Kosir živi na području do 300 m dubine, a hrani se beskralježnjacima s dna ali i ribama koje uhvati. Najčešće se hrani noću, dok je danju zakopan ispod pijeska ili mulja. Ženke su uglavnom veće od mužjaka. Parenje se vrši krajem proljeća ili početkom ljeta, a ženke nesu 3-7 mladunaca koji žive unutar nje sljedećih 8 mjeseci. U početku se mladi hrane žumancem iz jaja, a kasnije ih majka indirektno hrani. U prvim danima života mladunci imaju svijetle pjege po leđima.

## Rasprostranjenost
Golub kosir je riba koja prebiva po cijelom istočnom dijelu Atlantika, od Maroka do Britanije, a također i u južnom dijelu Sjevernog mora. Prisutan je također i oko juga Afrike, te po cijelom Mediteranu.

## Vanjske poveznice
|  | Zajednički poslužitelj ima još gradiva o temi Golub kosir |
|  | Wikivrste imaju podatke o taksonu Golub kosir             |